# Red (album de Taylor Swift)
Pour les articles homonymes, voir Red.
Cet article concerne l'album d'origine de Taylor Swift. Pour l'album réenregistré de la même chanteuse, voir Red (Taylor's Version).
Albums de Taylor Swift
Speak Now
(2010) 1989
(2014)
Singles
1. We Are Never Ever Getting Back Together
Sortie : 13 août 2012
2. Begin Again
Sortie : 1er octobre 2012
3. I Knew You Were Trouble
Sortie : 27 novembre 2012
4. 22
Sortie : 12 mars 2013
5. Red
Sortie : 24 juin 2013
6. Everything Has Changed
Sortie : 16 juillet 2013
7. The Last Time
Sortie : 19 octobre 2013

Red est le 4e album studio par l'artiste américaine country Taylor Swift. Il est sorti le 22 octobre 2012 sous Big Machine Records. À sa sortie, Red a été la plupart du temps acclamé par la critique musicale, qui a salué sa polyvalence en tant que musicienne, apprécié ses expériences avec de nouveaux genres musicaux et loué ses talents de compositrice.
L'album a fait ses débuts en tant que numéro 1 au Billboard 200, vendant environ 1 208 000 unités en sa première semaine, le second meilleur démarrage de la musique pour une artiste féminine, un record depuis 1991. Elle devient alors la première artiste féminine et la quatrième artiste dans toute l'histoire de la musique à réaliser plus d'un million de ventes la première semaine pour deux albums. L'autre album de Taylor Swift à avoir réussi cet exploit est Speak Now. L'album établit de nouveaux records notamment sur iTunes, en se classant numéro 1 en 30 minutes et dans 42 pays.
L'album est aujourd'hui certifié septuple disque de platine, s'étant vendu à plus de 7 millions d'exemplaires aux États-Unis.
En novembre 2021, soit neuf ans après sa sortie, Taylor Swift sort une nouvelle version de Red intitulée Taylor's Version composé d'un ré-enregistrement de ses chansons accompagnés de nouveaux titres, dans le cadre de la perte de ses droits sur ses six premiers albums.

## Sortie et promotion
Le titre de l'album ainsi que sa pochette ont été annoncés le 13 août 2012, par le biais d'un live sur YouTube. Taylor Swift a aussi répondu à quelques questions de ses fans. L'album est sorti officiellement et internationalement le 22 octobre 2012.

### Critiques
The Guardian décrit Swift comme une « Brunehilde d'une rockstar » et l'album comme « un autre chapitre d'un des plus beaux fantasmes que la musique pop n'a jamais construit. » Jon Caramanica (en) du magazine The New York Times attribue à Red la seconde place de sa liste des « Albums de l'année » déclarant que, dans cet album, « Taylor arrête de prétendre qu'elle est tout sauf une star de la pop, un album avec des préoccupations d'adultes par exemple, comment deux corps communiquent entre eux et comment les goûts en matière d'albums peuvent être un stand-in pour la turpitude morale. » Cependant, il déclare également que « bien que souvent excellent, cet album est son plus inégal. » The Times ne tarit pas d'éloge sur ses « sublimes paroles » surtout celles de la chanson All Too Well. Salon.com affirme que « en plus du jeton Serious Female Singer Songwriters, Taylor me fait penser aux maîtres de la pop excentrique et sincère comme Alex Chilton et Jonathan Richman. »

### Singles
Le premier single de l'album, We Are Never Ever Getting Back Together est sorti le 13 août 2012. Le single s'est placé, au début, 72e puis numéro 1 au classement Billboard Hot 100, vendant 623 000 unités.
Le deuxième single de l'album, Begin Again qui était un single promotionnel, est sorti le 25 septembre 2012 sur Itunes. Il a été envoyé le 1er octobre 2012 aux radios comme étant le deuxième single de l'album,. Le single a été vendu à 299 000 unités dès sa première semaine et a débuté en 17e position au Billboard Hot 100.
I Knew You Were Trouble a été confirmé pour être le troisième single de l'album et a rencontré un très grand succès dans les classements internationaux, atteignant la deuxième place du Billboard Hot 100 aux États-Unis.
Suivent ensuite 22, Red, Everything Has Changed en featuring avec Ed Sheeran et The Last Time, en featuring avec Gary Lighbody du groupe de rock britannique Snow Patrol, constituant ainsi un ensemble de sept singles promouvant l'album.

### Singles promotionnels
Au cours des quatre semaines précédant la sortie de l'album, une chanson a été publiée chaque semaine sur iTunes après un aperçu de quelques secondes dans l'émission américaine Good Morning America. Le premier des quatre singles promotionnels est Begin Again, qui a été publié sur iTunes le 25 septembre 2012. Red est le deuxième single, qui est sorti le 2 octobre 2012. Le single s'est classé sixième au classement Hot 100, vendant 312 000 unités. I Knew You Were Trouble est le troisième single, qui est sorti le 9 octobre 2012. Le quatrième single est State Of Grace, qui est sorti le 26 octobre 2012. Chacun des singles s'est classé numéro 1 sur iTunes et au Top 15 du Billboard 100. Avec I Knew You Were Trouble, qui a été vendu à 416 000 unités, Taylor Swift est devenue la première artiste à vendre plus de 400 000 singles dès sa sortie.

### Tournée
La tournée qui s'intitule Red Tour commencera le 13 mars 2013 et comprendra 66 concerts en Amérique du Nord, 7 en Océanie et 6 en Europe. Les billets ont été mis en vente le 16 novembre 2012. Trois stades ont ainsi affiché complet en quelques minutes après le début des ventes : le Centre Rogers, complet en cinq minutes, le Ford Field en dix minutes et le Soldier Field en vingt-cinq minutes. De même, deux concerts au Staples Center ont été complets en une minute, deux concerts au Verizon Center en cinq minutes et enfin, deux concerts à la Philips Arena en cinq minutes également. D'autres dates sont aussi complètes à Miami, Tampa, Columbus, San Diego et Sacramento.
Ed Sheeran assure la première partie du Red Tour.

## Listes des pistes

### Édition Standard
| 1.  | State of Grace                                    | Taylor Swift                               | Nathan Chapman, Taylor Swift            | 4:55 |
| 2.  | Red                                               | Taylor Swift                               | Dann Huff, Nathan Chapman, Taylor Swift | 3:43 |
| 3.  | Treacherous                                       | Taylor Swift, Dan Wilson                   | Dan Wilson                              | 4:02 |
| 4.  | I Knew You Were Trouble                           | Taylor Swift, Max Martin, Shellback        | Max Martin Shellback                    | 3:40 |
| 5.  | All Too Well                                      | Taylor Swift, Liz Rose                     | Nathan Chapman, Taylor Swift            | 5:29 |
| 6.  | 22                                                | Taylor Swift, Max Martin, Shellback        | Max Martin, Shellback                   | 3:52 |
| 7.  | I Almost Do                                       | Taylor Swift                               | Nathan Chapman, Taylor Swift            | 4:04 |
| 8.  | We Are Never Ever Getting Back Together           | Taylor Swift, Max Martin, Shellback        | Max Martin, Shellback                   | 3:11 |
| 9.  | Stay Stay Stay                                    | Taylor Swift                               | Nathan Chapman, Taylor Swift            | 3:25 |
| 10. | The Last Time (ft. Gary Lightbody de Snow Patrol) | Taylor Swift, Gary Lightbody, Jacknife Lee | Jacknife Lee                            | 4:59 |
| 11. | Holy Ground                                       | Taylor Swift                               | Jeff Bhasker                            | 3:22 |
| 12. | Sad Beautiful Tragic                              | Taylor Swift                               | Nathan Chapman, Taylor Swift            | 4:44 |
| 13. | The Lucky One                                     | Taylor Swift                               | Jeff Bhasker                            | 4:00 |
| 14. | Everything Has Changed (ft. Ed Sheeran)           | Taylor Swift, Ed Sheeran                   | Butch Walker                            | 4:05 |
| 15. | Starlight                                         | Taylor Swift                               | Dann Huff, Nathan Chapman, Taylor Swift | 3:40 |
| 16. | Begin Again                                       | Taylor Swift                               | Dann Huff, Nathan Chapman, Taylor Swift | 3:57 |

### Édition Deluxe
| 1.  | State of Grace                                    | Taylor Swift                               | Nathan Chapman, Taylor Swift            | 4:55 |
| 2.  | Red                                               | Taylor Swift                               | Dann Huff, Nathan Chapman, Taylor Swift | 3:43 |
| 3.  | Treacherous                                       | Taylor Swift, Dan Wilson                   | Dan Wilson                              | 4:02 |
| 4.  | I Knew You Were Trouble                           | Taylor Swift, Max Martin, Shellback        | Max Martin Shellback                    | 3:40 |
| 5.  | All Too Well                                      | Taylor Swift, Liz Rose                     | Nathan Chapman, Taylor Swift            | 5:29 |
| 6.  | 22                                                | Taylor Swift, Max Martin, Shellback        | Max Martin, Shellback                   | 3:52 |
| 7.  | I Almost Do                                       | Taylor Swift                               | Nathan Chapman, Taylor Swift            | 4:04 |
| 8.  | We Are Never Ever Getting Back Together           | Taylor Swift, Max Martin, Shellback        | Max Martin, Shellback                   | 3:11 |
| 9.  | Stay Stay Stay                                    | Taylor Swift                               | Nathan Chapman, Taylor Swift            | 3:25 |
| 10. | The Last Time (ft. Gary Lightbody de Snow Patrol) | Taylor Swift, Gary Lightbody, Jacknife Lee | Jacknife Lee                            | 4:59 |
| 11. | Holy Ground                                       | Taylor Swift                               | Jeff Bhasker                            | 3:22 |
| 12. | Sad Beautiful Tragic                              | Taylor Swift                               | Nathan Chapman, Taylor Swift            | 4:44 |
| 13. | The Lucky One                                     | Taylor Swift                               | Jeff Bhasker                            | 4:00 |
| 14. | Everything Has Changed (ft. Ed Sheeran)           | Taylor Swift, Ed Sheeran                   | Butch Walker                            | 4:05 |
| 15. | Starlight                                         | Taylor Swift                               | Dann Huff, Nathan Chapman, Taylor Swift | 3:40 |
| 16. | Begin Again                                       | Taylor Swift                               | Dann Huff, Nathan Chapman, Taylor Swift | 3:57 |

| 1. | The Moment I Knew                 | Taylor Swift             | Nathan Chapman, Taylor Swift | 4:46 |
| 2. | Come Back… Be Here                | Taylor Swift, Dan Wilson | Dan Wilson                   | 3:43 |
| 3. | Girl at Home                      | Taylor Swift             | Nathan Chapman, Taylor Swift | 3:40 |
| 4. | Treacherous (Démo)                | Taylor Swift, Dan Wilson | Dan Wilson                   | 4:00 |
| 5. | Red (Démo)                        | Taylor Swift             | Nathan Chapman, Taylor Swift | 3:47 |
| 6. | State of Grace (Version Acoustic) | Taylor Swift             | Nathan Chapman, Taylor Swift | 5:23 |

## Crédits
- Chant: Taylor Swift

## Classements, certifications et sorties
| Classement (2012)                        | Position |
| ---------------------------------------- | -------- |
| Allemagne                                | 5        |
| Australie                                | 1        |
| Australie (Country Albums Chart)         | 1        |
| Belgique (Flandre)                       | 2        |
| Belgique (Wallonie)                      | 25       |
| Canada                                   | 1        |
| Croatie                                  | 7        |
| Danemark                                 | 3        |
| Espagne                                  | 4        |
| États-Unis (Billboard 200)               | 1        |
| États-Unis (Billboard Top Country Album) | 1        |
| Finlande                                 | 49       |
| France                                   | 30       |
| Irlande                                  | 1        |
| Italie                                   | 3        |
| Japon                                    | 3        |
| Norvège                                  | 2        |
| Nouvelle-Zélande                         | 1        |
| Pays-Bas                                 | 7        |
| Portugal                                 | 8        |
| Suisse                                   | 9        |
| Royaume-Uni                              | 1        |
| Suède                                    | 51       |

| Classement (2012)                          | Position |
| ------------------------------------------ | -------- |
| Australie Classement album                 | 7        |
| Canada Classement album                    | 2        |
| États-Unis US Billboard 200                | 2        |
| États-Unis US Billboard Top Country Albums | 1        |
| États-Unis US Billboard Digital Albums     | 1        |
| Mexique Classement album                   | 56       |
| Nouvelle-Zélande Classement album          | 7        |

### Certifications et ventes
| Pays              | Certification | Ventes    |
| ----------------- | ------------- | --------- |
| Australie         | 4 × Platine   | 300 000   |
| Brésil            | Or            | 20 000    |
| Canada            | 3 × Platine   | 250 000   |
| États-Unis (RIAA) | 7 × Platine   | 7 000 000 |
| France (SNEP)     | Or            | 50 000    |
| Irlande           | Platine       | 20 000    |
| Japon             | Platine       | 280 000   |
| Mexique           | Or            | 30 000    |
| Nouvelle-Zélande  | 3 × Platine   | 50 000    |
| Royaume-Uni       | Platine       | 470 000   |